# Tolomeo Faccendi
Tolomeo Faccendi (Grosseto, 8 novembre 1905 – Grosseto, 11 settembre 1970) è stato uno scultore italiano.

## Biografia
Tolomeo Faccendi nacque a Grosseto nel 1905 da una famiglia di commercianti ed iniziò la sua attività scultorea nel 1929 in seguito ad un incidente stradale che lo costrinse ad una lunga immobilità di oltre sei mesi. Faccendi iniziò ben presto a frequentare la bottega di Ivo Pacini, scultore locale che realizzava monumenti pubblici, busti marmorei, medaglioni e lapidi funerarie: in questo luogo si riunivano le maggiori personalità della scena artistico-culturale grossetana, come Paride Pascucci, Guelfo Civinini, Memo Vagaggini, Carlo Gentili, Geno Pampaloni e Antonio Meocci, dando vita ad un sodalizio che gettò le basi per quello che sarebbe poi diventato il movimento artistico grossetano. Tra gli anni trenta si risveglia a Grosseto un forte interesse per la pittura e la scultura, soprattutto dopo l'arrivo a Grosseto del pittore modenese Pietro Pagliani (1901–1983) e del senese Renzo Capezzuoli (1909–1966), che dettero vita ad una serie di laboratori artistici e fondarono il Sindacato provinciale degli artisti. Nel 1932 il Faccendi espose per la prima volta le sue opere ad una mostra collettiva degli scultori e pittori della provincia; nel settembre 1934 partecipò alla VII mostra interprovinciale della Toscana con una terracotta dal titolo Testa di vecchio, che fu apprezzata per la tecnica e per il suo riallacciarsi alla tradizione della cultura contadina.
Nel 1938 lo scultore è tra gli artisti partecipanti alla Biennale d'arte di Venezia: l'opera in concorso, Figura di carrettiere, raffigura il "dolore" della Maremma con lo stesso stile asciutto che lo contraddistingue, lontano dai canoni celebrativi del regime. A Venezia fece la conoscenza dell'artista Arturo Martini, con il quale entrò in rapporti di amicizia. Martini lo volle nel febbraio del 1941 a Milano, dove Faccendi espose alla Galleria Grande di Milano opere in cera e terracotta: l'utilizzo della cera, materiale povero, diventerà uno dei particolari segni distintivi dell'opera dello scultore grossetano. Scriveva il pubblicista Antonio Meocci in merito a queste opere: «Come dimentico del suo originario paesanismo, lo scultore, animato da una volontà di libera chiarezza, ha trovato nel modellato della cera la rispondenza più adatta alle esigenze di un suo mondo più delicatamente sensibile». In seguito al successo della mostra, Arturo Martini propose così al Faccendi di trasferirsi a Milano, temendo che un eccessivo isolamento dell'artista nella vita di provincia avrebbe finito per impedirgli un riconoscimento a livello nazionale; tuttavia, Faccendi rifiutò.
Nel 1942 lo scultore espose all'estero per la prima volta, alla Prima mostra d'arte toscana di Düsseldorf, in Germania: tra le opere più rappresentative si ricordano Addolorata, Cappuccio di carta e Contemplazione. Sempre nel medesimo anno, papa Pio XII acquistò una delle sue sculture per farne dono alla città di New York. Nel 1943 partecipò alla IV Quadriennale d'arte di Roma.
Al termine della seconda guerra mondiale, si ha per lo scultore la piena maturità artistica. Nel 1945 organizzò una mostra a Grosseto con il pittore livornese Renzo Del Greco, nella quale espose una ventina di opere tra cui si ricordano Alba, Bimba che ride, Cavalli, Figliol prodigo, Luigino, Pastore e Pescatore, che pur mantenendo gli stilemi caratterizzanti dell'artista, con tagli asciutti e «tormentati», denotano una maggiore profondità e un'impostazione maggiormente consapevole. Tra le varie mostre alle quali ha preso parte nel dopoguerra si ricordano la Prima mostra nazionale d'arte contemporanea del 1948 a Bologna (con la cera Il pastore); una mostra personale a Modena con Pietro Pagliani (1948); la Prima mostra nazionale d'arte sacra contemporanea del 1954. È proprio in questi anni che il Faccendi diventerà la figura artistica di riferimento della Maremma, soprattutto per i suoi contributi all'arte pubblica, tanto che ancora oggi si trovano nelle piazze e nelle strade della città di Grosseto e dei comuni della provincia numerosi monumenti realizzati dall'artista.
Tra i suoi monumenti più noti si ricordano le sculture in bronzo come Il puledro (1933), noto anche come Il cavallino, in viale Manetti; Il cinghiale (1950), comunemente chiamato Cinghialino dai grossetani, situato sul bastione Molino a Vento delle mura di Grosseto; il Buttero di Maremma (1953), dal 1971 situato in piazza Marconi di fronte alla stazione ferroviaria; il San Francesco (1965) sul lato della chiesa dedicata al santo nell'omonima piazza. Oltre al filone legato al mondo contadino e alla tradizione maremmana, il Faccendi svilupperà tra gli anni cinquanta e sessanta un interesse verso l'arte sacra, arrivando a realizzare numerose opere a tema religioso: si ricorda soprattutto, oltre al già citato San Francesco, l'intero apparato decorativo per la basilica del Sacro Cuore, realizzato in bronzo tra il 1954 e il 1960 e che comprende le quattordici stazioni della Via Crucis (1954-1955), i Quattro evangelisti (1957) sulla facciata, la statua del Redentore (1958) sulla sommità della cupola e il gruppo della Pietà (1960) nella cripta. Nel 1958 fu incaricato di disegnare il Grifone d'oro, il premio che la città di Grosseto attribuisce ai suoi cittadini più meritevoli, e che lui stesso ricevette nove anni dopo.
Colpito da una grave malattia, l'attività scultorea del Faccendi subì una battuta d'arresto verso la metà degli anni sessanta. Si spense nella sua città nel 1970. Fu sepolto nel cimitero della Misericordia e il Comune di Grosseto gli ha intitolato una via della città.

## Riconoscimenti
- 1967 - Grifone d'oro[13]

## Opere
Non tutte le opere di Tolomeo Faccendi sono arrivate ai giorni nostri, anche a causa di un furto subito quando lo scultore era ancora in vita.
- Il puledro (o Cavallino), scultura, bronzo, viale Alessandro Manetti, Grosseto, 1933.[6][14]
- Busto di Benito Mussolini, scultura, bronzo, 1935, non più esistente.[15]
- Beata Caterina in conversazione con la Vergine Maria, bassorilievo, marmo, facciata della chiesa della Medaglia Miracolosa, Grosseto, 1937.[16]
- Busto di Costanzo Ciano, scultura, bronzo, Museo archeologico e d'arte della Maremma, originariamente nella Scuola tecnica industriale di piazza De' Maria, Grosseto, 1939.[17]
- Atleti, serie di sculture, bronzo, palazzo della Gioventù Italiana Littoria, Grosseto, 1939,[1] oggi disperse.[18]
- Capitelli in marmo rosso della chiesa di San Giuseppe, Grosseto, 1940.[19]
- Monumento ad Ettore Socci, scultura, bronzo, piazza Socci, Grosseto, 1947, rifacimento.[15]
- Busto di Giuseppe Garibaldi, scultura, bronzo, Cala Martina, Scarlino, 1949.[1]
- Il cinghiale (o Cinghialino), scultura, bronzo, bastione Molino a Vento, Grosseto, 1950.[7][14]
- Bassorilievo Mazzoncini, bassorilievo, gesso, Palazzo Comunale, Grosseto.[14]
- La raccolta, bassorilievo, marmo, palazzo del Consorzio agrario, Grosseto, 1950-1955.[20]
- Buttero di Maremma, scultura, bronzo, piazza Marconi, Grosseto, 1953, collocata nel 1971.[8][14]
- Sculture in bronzo nella basilica del Sacro Cuore di Gesù, Grosseto, 1954-1960[10]
  - Via crucis, all'interno (1954-1955)[10]
  - Quattro evangelisti, sulla facciata frontale (1957)[10]
  - Redentore, sulla cupola (1958)[10][14]
  - La Pietà, nella cripta (1960)[10]
- Monumento ai caduti, Roccastrada, 1959.[21]
- Busto di Mario Pratesi, scultura, bronzo, parco della Rimembranza, Santa Fiora, 1960.[1][2]
- Iscrizioni in bronzo sul monumento ai caduti per la patria, bastione Rimembranza, Grosseto, 1962.[22]
- Monumento ai caduti, Magliano in Toscana, 1964.[21]
- Monumento ai caduti, Tirli, 1964.[21]
- Monumento a San Francesco, scultura, bronzo, piazza San Francesco, Grosseto, 1965.[9][14]
- Monumento a Vittorio Fossombroni, Istituto tecnico commerciale "Vittorio Fossombroni", Grosseto, 1966.[23]
- Mosè, scultura, bronzo, Acquedotto del Fiora, Santa Fiora, 1967.[1][2]
- Bassorilievo in pietra sulla facciata della casa di riposo "Giuseppina Valeri", Santa Fiora.[2]
- Marinaio, Aviatore e Fante, bassorilievi, calchi in gesso, palazzo UNUCI, Grosseto, rinvenuti nel 2012.[24]